# قرية المفارجة
قرية المفارجة، قرية سعودية تقع بجنوب غرب المملكة العربية السعودية وتحدديداً بمنطقة الباحة في منطقة الحجاز. ولقد سميت بهذا الاسم نسبةً إلى مفرج بن محمد بن ظبيان الأعرج حامل لواء غامد في معركة القادسية ورئيس وفد غامد لمبايعة النبي محمد صلى الله علية وسلم.
وتحتل قرية المفارجة الناحية الشمالية من بني ظبيان وتمتد أراضيها شرقا حتى وادي الجوف.

## وصلات خارجية
موقع قرية المفارجة الرسمي
كتاب قبيلة غامد وانسابهاوتاريخها